# Devilyn
Devilyn – polska grupa muzyczna wykonująca death metal. Grupa powstała w 1992 roku w Tarnowie z inicjatywy gitarzysty Łukasza Lubonia oraz basisty Marcina Nowaka. Do 2005 roku ukazało się cztery albumy studyjne zespołu pozytywnie oceniane zarówno przez fanów, jak i krytyków muzycznych. Od 2006 roku brak jest doniesień o działalności zespołu.

## Historia
Grupa powstała w 1992 roku w Tarnowie z inicjatywy gitarzysty Łukasza Lubonia oraz basisty Marcina Nowaka. Do 1996 roku grupa występowała pod nazwą Cerebral Concussion. Kiedy to ukazał się debiutancki album grupy pt. Anger wydany nakładem Listenable Records. W 1998 roku ukazał się drugi album zespołu zatytułowany Reborn in Pain. Wydawnictwo było promowane teledyskiem zrealizowanym do tytułowego utworu. 7 listopada tego samego roku zespół obchodził jubileusz pięciolecia działalności, z tej okazji zespół wystąpił w WSK w Rzeszowie wraz Lux Occulta i Yattering.
W 2000 roku z zespołu odeszli perkusista Kuba i gitarzysta Marcin „Boroova” Borowiecki. Tego samego roku ukazał się trzeci album Devilyn pt. Artefact. Wydawnictwo zostało zrejestrowane w lubelskich Henrkix Studios. W ramach promocji zespół odbył trasę koncertową Expression Of Horror w Polsce. Koncerty Devilyn poprzedziły występy grup Trauma i Misteria. Devilyn wystąpił również w Anglii, Francji i Hiszpanii, w roli supportów wystąpiły Yattering, Hell-Born i Mess Age.
W lutym 2003 z zespołu odszedł jego współzałożyciel Marcin Nowak. 28 marca również w 2003 roku nakładem Metal Mind Productions ukazała się kompilacja nagrań pt. The Past Against the Future. Na wydawnictwie ukazało się m.in. promo zrealizowane z gościnnym udziałem perkusisty grupy Behemoth Zbigniewem Promińskim. Wkrótce potem zespół przystąpił do prac nad nowymi utworami. Łukasz „Bony” Luboń o pracach nad nowym wydawnictwem:

Zrobiliśmy także kilka nowych kawałków z myślą o kolejnej płycie. Mamy w planach zarejestrowanie ich, w formie 3-utworowego demo, w końcu października. Później będziemy promować nasz materiał i poszukiwać wydawcy naszej płyty. Nie chcielibyśmy się w tej kwestii spieszyć, by nie popełnić błędów z przeszłości takich jak wydanie 'Artefact' przez Plastic Head, który to wydawca zupełnie nas olał. Na razie roboczy tytuł powstającego materiału brzmi '11' i jak się spodziewam, tak prawdopodobnie zostanie. Pisaniem tekstów na płytę zajął się Ataman Tolovy, który jednocześnie jest twórcą nowej strony internetowej Devilyn. Poprosiłem Tolovego, ponieważ jest moim starym kumplem, który zawsze tryskał nietypowymi i niesamowitymi pomysłami.

Pod koniec roku zespół odbył trasę koncertową Against The Past Tour wraz z Nomad. W 2004 roku zespół podpisał kontrakt z wytwórnią muzyczna Conquer Records. Również w 2004 zespół odbył szereg koncertów m.in. w Finlandii na festiwalu Oulu Jalometalli Fest. W 2005 roku ukazał się piąty album grupy pt. 11. Nagrania odbyły się w białostockim Hertz Studio. W ramach promocji płyty zespół wystąpił m.in. w Lublinie, Sanoku, Tarnowie, Suwałki, Łomża, Elbląg, Częstochowa, Wrocław, Warszawie i Rzeszowie. Ponadto został zrealizowany teledysk do utworu „The List” w reżyserii Marcina Urbaniaka, którego premiera odbyła się na antenie stacji telewizyjnej Viva w programie Hell’s Kitchen. Również w 2005 roku z zespołu odszedł basista Cyprian Konador, którego zastąpił Tomasz „Cyklon” Węglewski. W 2006 roku zespół podpisał kontrakt z amerykańską wytwórnią muzyczną Unique Leader.

## Muzycy
| Ostatni znany skład zespołu - Łukasz „Bony” Luboń – gitara (1992–2006) - Erian – gitara (2004–2006) - Tomasz „Cyklon” Węglewski – gitara basowa (2005–2006) - Dominik „Domin” Michałowicz – perkusja (2004–2006) Muzycy koncertowi - Michał „Barney” Bachrij – śpiew (2006) Muzycy sesyjni - Zbigniew „Inferno” Promiński – perkusja (2000) |  | Byli członkowie zespołu - Piotr Grocholski – gitara (1992–1999) - Marcin „Boroova” Borowiecki – gitara (1999–2000) - Krystian „Dino” Wojdas – gitara (2000–2002) - Andy Blakk – gitara (2003–2004) - Kuba – perkusja (1992–2000) - Sebastian „Basti” Łuszczek – perkusja (2000–2002) - Przemysław „Imp” Moszczyński – perkusja (2002–2004) - Marcin „Novy” Nowak – gitara basowa, śpiew (1992–2003) - Cyprian Konador – gitara basowa (2003–2005) - Michał Laska – śpiew (2003–2006) |

Oś czasu

## Dyskografia
| Albumy studyjne - Anger (1996, Listenable Records) - Reborn in Pain (1998, Listenable Records) - Artefact (2001, Blackned Records) - 11 (2005, Conquer Records) |  | Kompilacje i dema - The Rule (1994, demo, wydanie własne, jako Cerebral Concussion) - Promo 2000 (2000, demo, wydanie własne) - The Past Against the Future (2003, kompilacja, Metal Mind Productions) |